# Sipaliwini (district)
Sipaliwini is het grootste district van Suriname. Het heeft als hoofdplaats het buiten het district gelegen Paramaribo. Het district heeft 37.065 inwoners (2012) en een oppervlakte van 130.567 km².

## Geografie

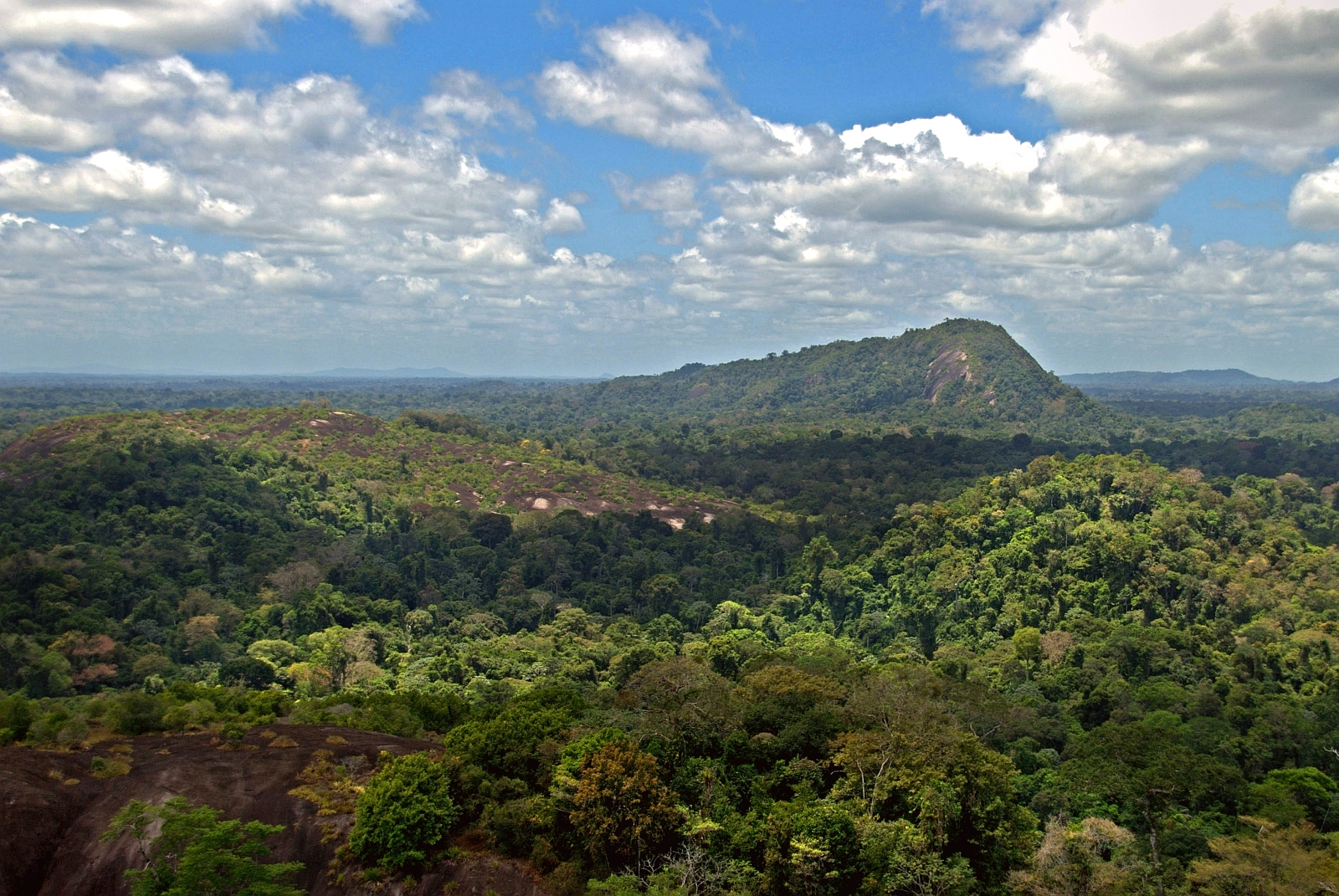
De Van Stockumberg gezien vanaf de Voltzberg.

Sipaliwini is verreweg het grootste district van Suriname, het omvat zo'n 80% van het land. Het is gelegen in het zuiden van de republiek en grenst langs de rivier de Corantijn aan Guyana in het westen, aan de Braziliaanse staten Pará en Amapá in het zuiden en langs de rivier de Marowijne aan Frans-Guyana in het oosten. Tevens grenst het in het noorden aan de andere districten (van oost naar west) Marowijne, Para, Brokopondo, Coronie en Nickerie.
Het district is vrijwel ongerept en bestaat, in tegenstelling tot de rest van Suriname, uit veel heuvels en bergen, hoofdzakelijk bedekt door tropisch regenwoud, met uitzondering van onder andere de Sipaliwinisavanne in het zuidwesten. Belangrijke gebergten zijn het Bakhuisgebergte, het Wilhelminagebergte, het Van Asch van Wijckgebergte, met de Ebbatop, het Eilerts de Haangebergte, het Käysergebergte, het Oranjegebergte, het Lelygebergte, en op de grens met Brazilië het Grensgebergte en het Toemoek-Hoemakgebergte. De hoogste bergtop is de Julianatop met 1280 meter, gelegen in het Wilhelminagebergte. Al deze gebergten zijn onderdeel van het Hoogland van Guyana. 
Sipaliwini kent een groot aantal rivieren en kreken. Deze stromen allemaal naar de Atlantische Oceaan uit, de grens met Brazilië vormt de waterscheiding. Naast de grensrivieren de Corantijn en de Marowijne zijn andere belangrijke rivieren: de Kabalebo, de Lucie, de Coeroenie, de Tapanahony, de Paloemeu, de Oelemari, de Gonini, de Suriname, de Saramacca, de Coppename en de Nickerie. Vrijwel alle Surinaamse rivieren ontspringen in Sipaliwini.

### Centraal Suriname Natuurreservaat
Het centrale deel van Sipaliwini bestaat uit het in 1998 opgerichte Centraal Suriname Natuurreservaat. Dit reservaat omvat en verbindt de voormalige reservaten, het Raleighvallen natuurreservaat, het Tafelbergnatuurreservaat en het Eilerts de Haangebergte natuurreservaat. Met een oppervlakte van 16.000 km² is het ongeveer half zo groot als België en een van grootste beschermde tropische regenwouden ter wereld. Het reservaat staat sinds 2000 op de werelderfgoedlijst van UNESCO.

## Bevolking

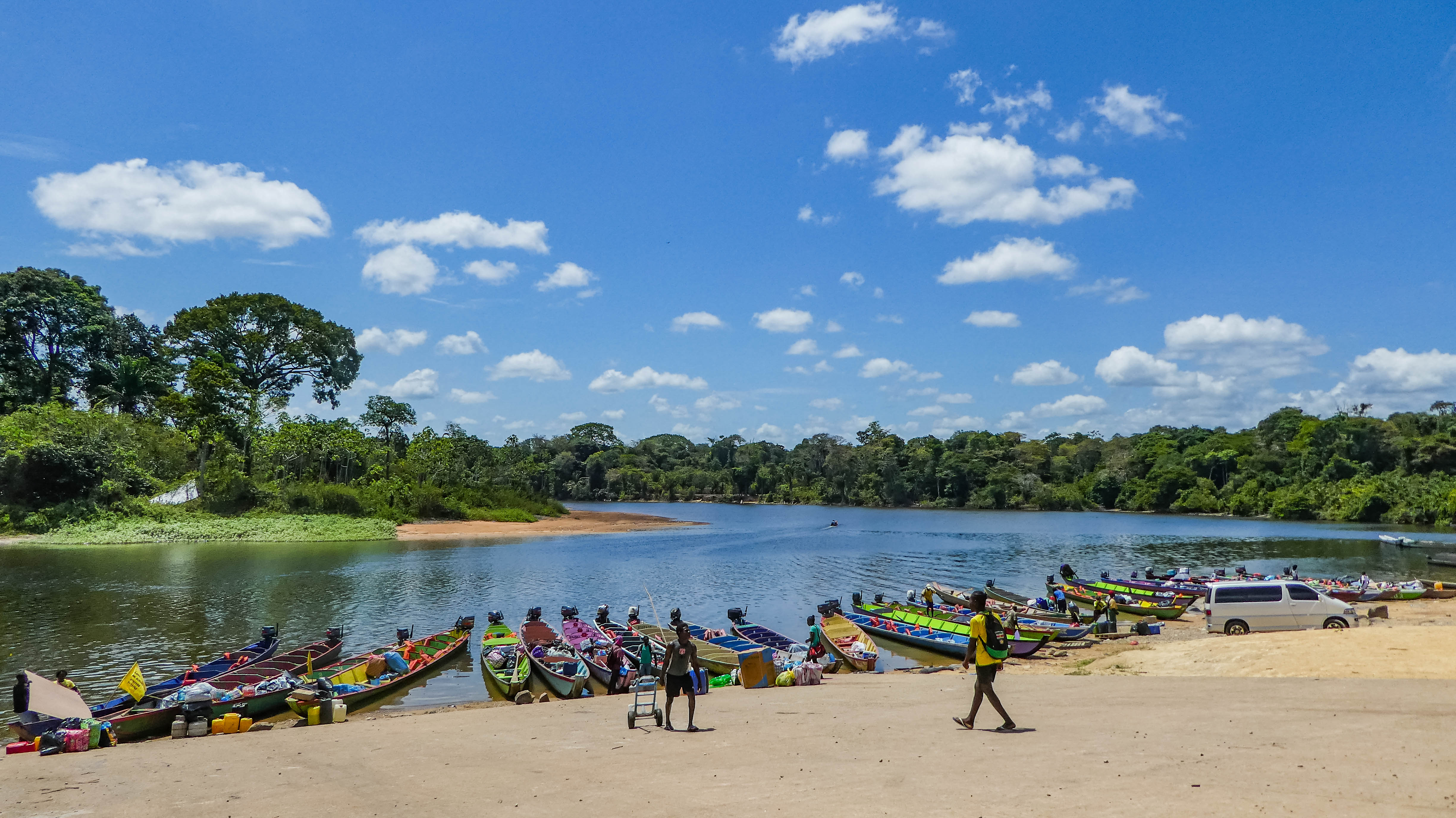
Zicht op de aanmeerplaats in Atjoni.

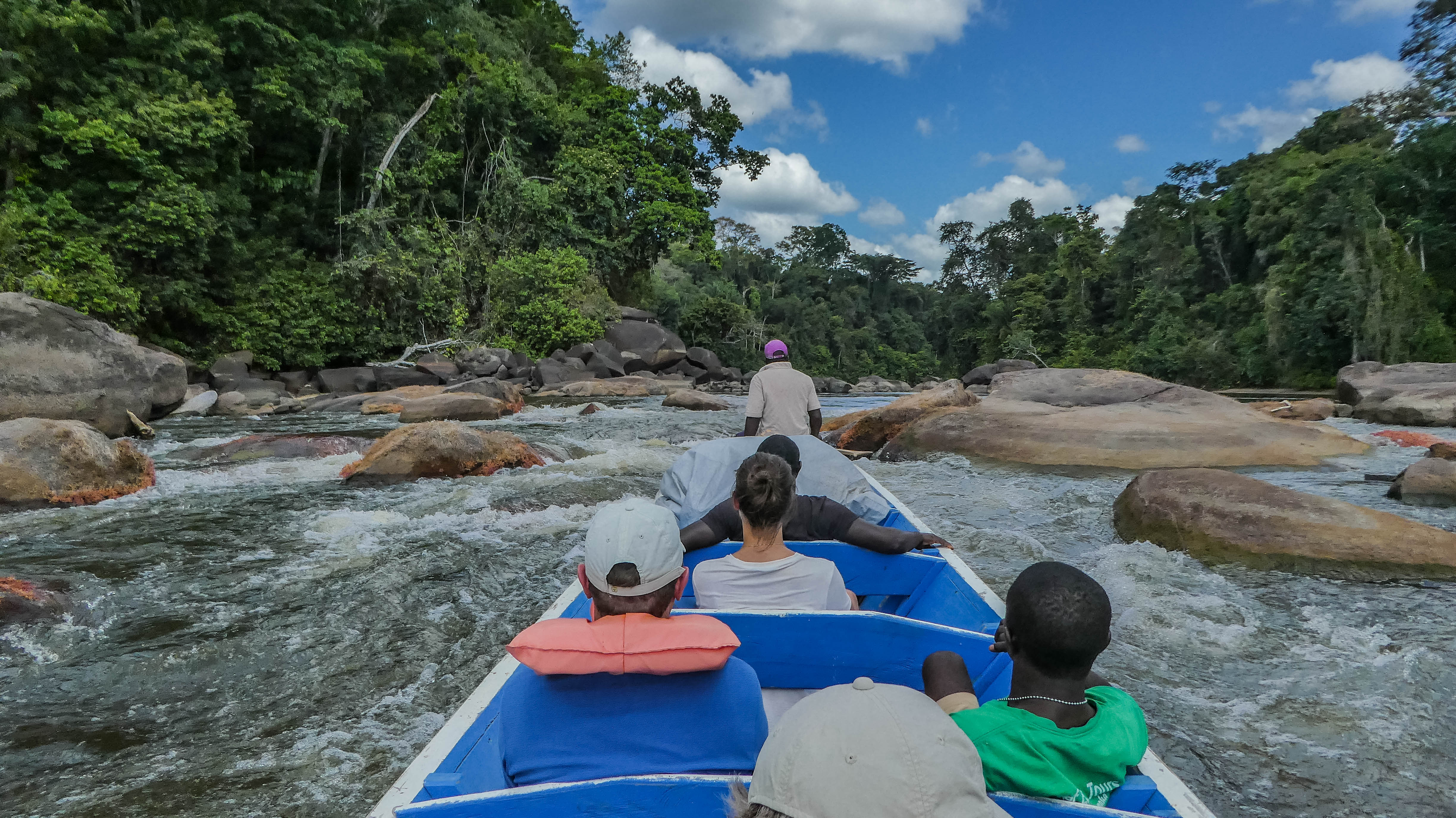
Sula op de Boven-Suriname.

Het gebied heeft een zeer lage bevolkingsdichtheid en er zijn ook geen grote dorpen te vinden. Belangrijke plaatsen zijn Apetina, Apoera, Bakhuis, Witagron, Pokigron, Kajana, Kamp 52, Pelelu Tepu, Cottica, Kawemhakan, Benzdorp, Kwamalasamoetoe, Nieuw-Jacobkondre, Aurora, Botopasi, Goddo, en Djoemoe.
Veel van de inheemse Surinamers wonen in Sipaliwini en vormen 14% van de bevolking. Deze zijn onder te verdelen in drie groepen: de Trio, de Akuriyo en de Wayana, samen ook wel aangeduid als de bovenlands. Het grootste deel van de bevolking wordt echter gevormd door de Marrons (76%).
| Census 2012         | Totaal Sipaliwini | %      | Boven Suriname | %      | Tapanahony | Kabalebo |
| ------------------- | ----------------- | ------ | -------------- | ------ | ---------- | -------- |
| Marrons             | 28.183            | 76,04% | 17.822         | 99,26  | 9.539      | 18       |
| Inheemse Surinamers | 5.364             | 14,47% | 8              | 0,04   | 2.485      | 1.467    |
| Overige             | 1.200             | 3,24%  | 3              | 0,02   | 658        | 26       |
| Gemengd             | 743               | 2,00%  | 23             | 0,13   | 254        | 432      |
| Onbekend            | 664               | 1,79%  | 17             | 0,09   | 268        | 228      |
| Chinese Surinamers  | 473               | 1,28%  | 18             | 0,10   | 398        | 12       |
| Creolen             | 210               | 0,57%  | 15             | 0,08   | 141        | 31       |
| Hindoestanen        | 94                | 0,25%  | 2              | 0,01   | 13         | 61       |
| Javaanse Surinamers | 53                | 0,14%  | 35             | 0,19   | 5          | 8        |
| Kaukasisch/blank    | 53                | 0,14%  | 7              | 0,04   | 41         | 0        |
| Afro-Surinamers     | 28                | 0,08%  | 4              | 0,02   | 6          | 8        |
| Totaal              | 37.065            | 37.065 | 17.954         | 17.954 | 13.808     | 2.291    |

## Geschiedenis
Archeologen denken dat het gebied al tijdens de lithische periode door jager-verzamelaars werd bewoond.
Het gebied werd vrijwel ongemoeid gelaten gedurende de koloniale tijd, omdat de Nederlanders waarschijnlijk geen confrontatie aandurfden met de Portugezen in Brazilië. Het duurde tot de twintigste eeuw totdat het gebied ontgonnen werd.
Het district Sipaliwini is pas ontstaan in 1983, nadat het district eerst Binnenland zou gaan heten. Het is vernoemd naar de rivier de Sipaliwini in het zuidwesten van het district.
In mei 2006 traden Boven-Suriname en de Marowijne buiten hun oevers door hevige regenval. Dit leidde tot zware overstromingen. Veel dorpen werden getroffen en veel mensen hebben hun huis moeten verlaten, veelal Marrons.

## Politieke indeling

### Grenzen
In zowel het westen als oosten bestaat er een onopgelost grensconflict over de precieze loop van de grens. In het betwiste extreme zuidwesten van Sipaliwini zijn er zo nu en dan wat schermutselingen tussen Guyanese en Surinaamse soldaten.
Ook de uiterste zuidoostpunt, het gebied tussen de rivieren de Litani en de Marouini (de Franse benaming voor Marowijne), is betwist gebied, in dit geval tussen Suriname en Frans-Guyana (Frankrijk). Het kaartje met de indeling in ressorten geeft de buitengrenzen van Suriname aan zonder de beide betwiste gebieden. Zie verder Suriname - Grensconflicten.

### Bestuursressorten

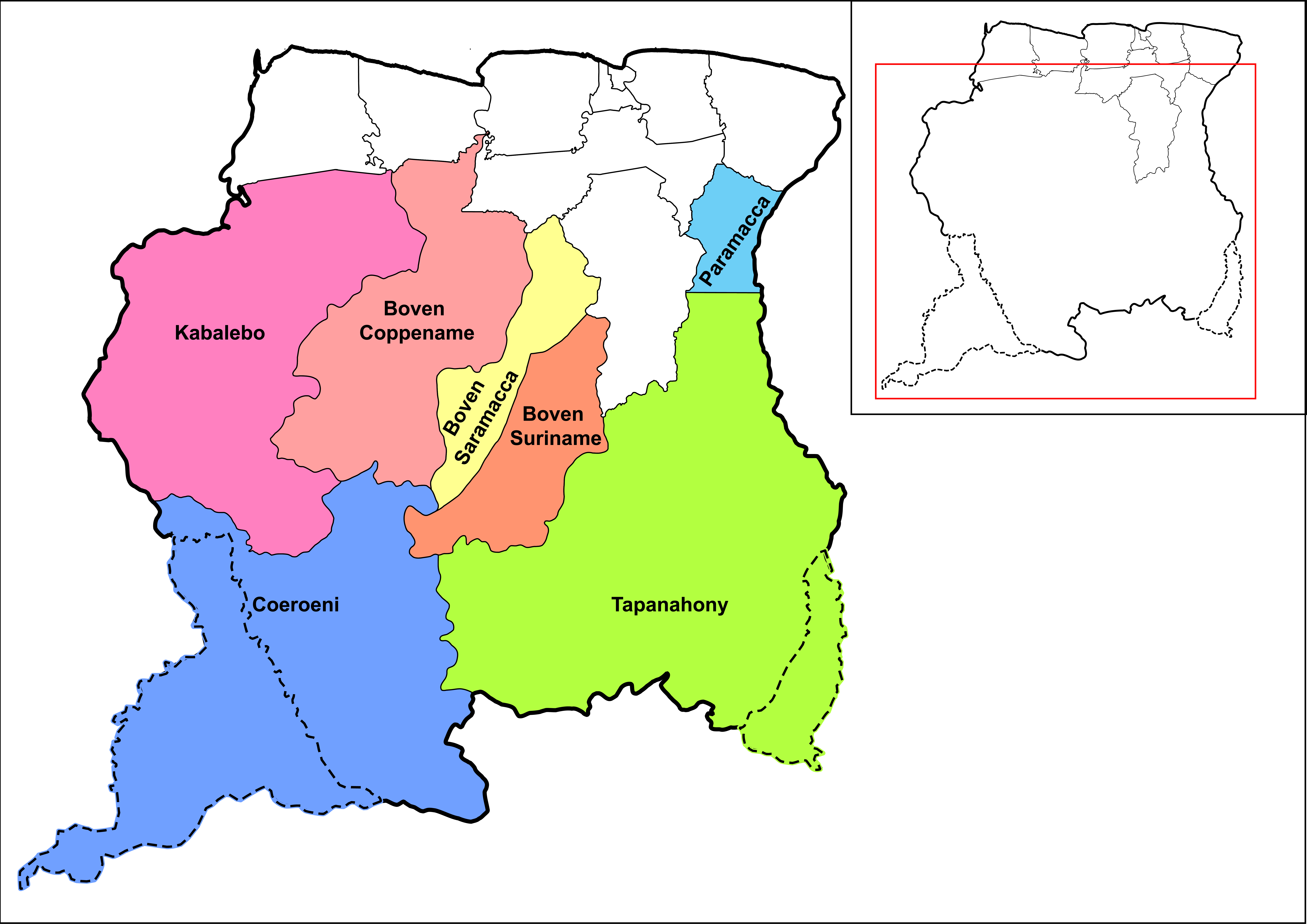
Ressorten van Sipaliwini
Boven-Coppename (zalmroze)
Boven-Saramacca (geel)
Boven-Suriname (oranje)
Coeroenie (donkerblauw)
Kabalebo (magenta)
Paramacca (lichtblauw)
Tapanahony (groen)

Sipaliwini werd tot 2011 bestuurd door één districtscommissaris (dc), waaronder door Rudi Strijk en als laatste Raymond Landburg. Daarna hadden Naltus Naana en Armand Jurel enkele ressorten onder hun bestuur. Tussen 2011 tot 2016 werd Sipaliwini opgeknipt in zeven bestuursressorten.
Het zeer uitgestrekte district is onderverdeeld in zeven ressorten:
- Boven-Coppename
- Boven-Saramacca
- Boven-Suriname
- Coeroenie
- Kabalebo
- Paramacca
- Tapanahony

## Economie
De dichte bebossing en lage bevolkingsdichtheid maakt dat er geen grote industriële activiteiten plaatsvinden in het district. Wel wordt er op grote schaal naar goud gezocht.
De ongereptheid van de natuur en het landschap maakt het district verder tot een vooraanstaande bestemming voor ecotoerisme in Suriname. Veel inheemse en marrondorpen hebben toeristische lodges, airstrips en andere voorzieningen die eveneens door toeristen worden gebruikt.

## Galerij

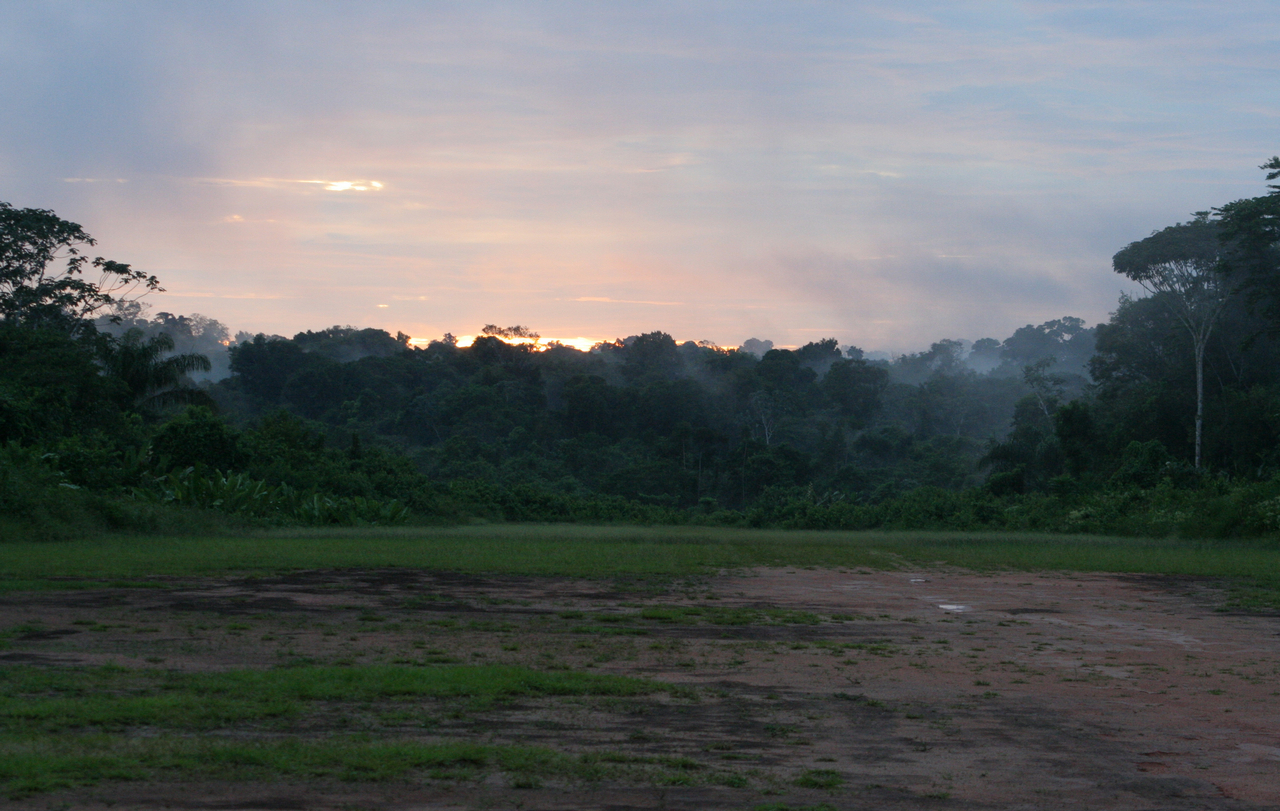
Regenwoud in het Centraal Suriname Natuurreservaat
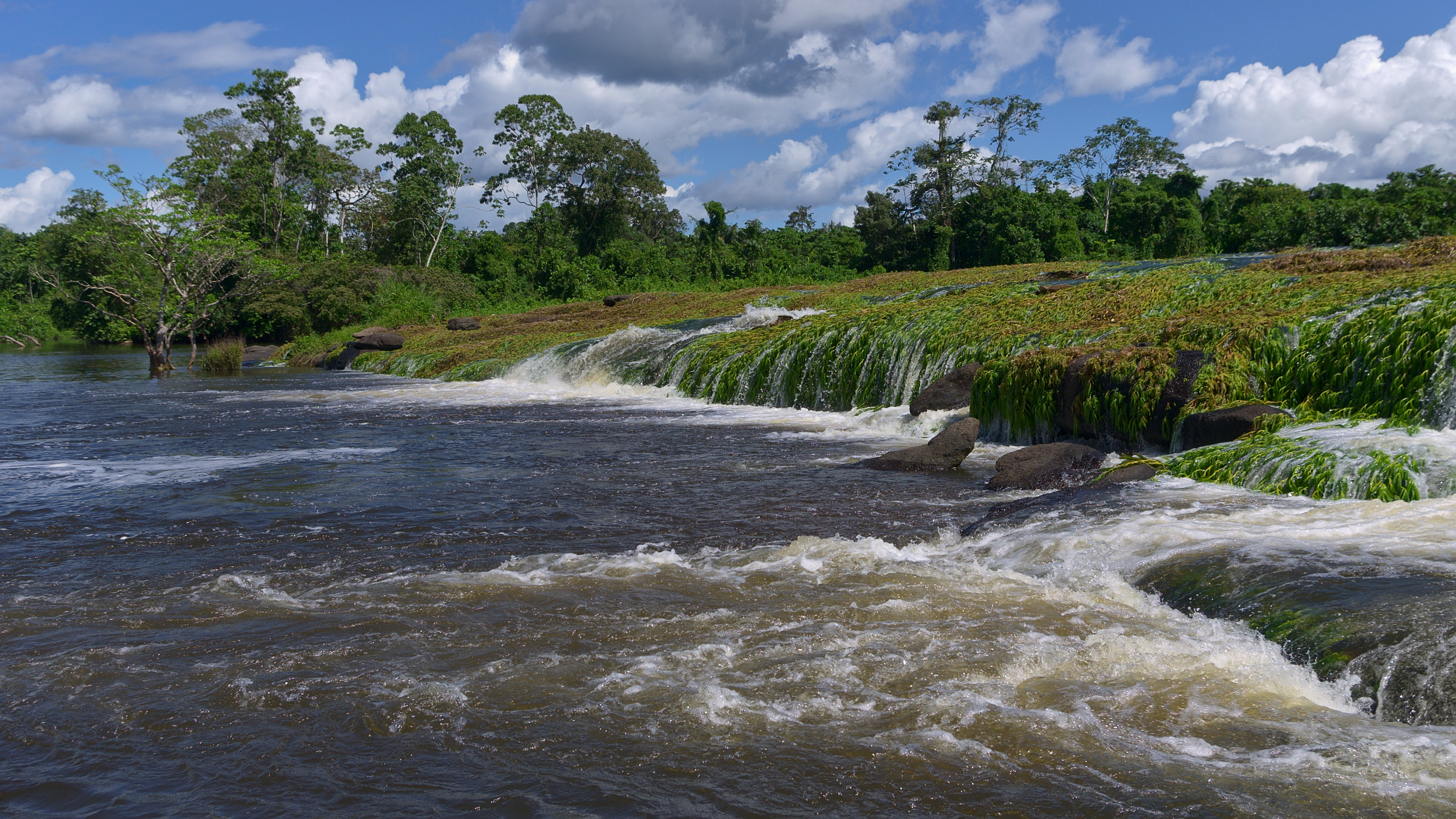
Stroomversnelling, vaak als Sula benoemd
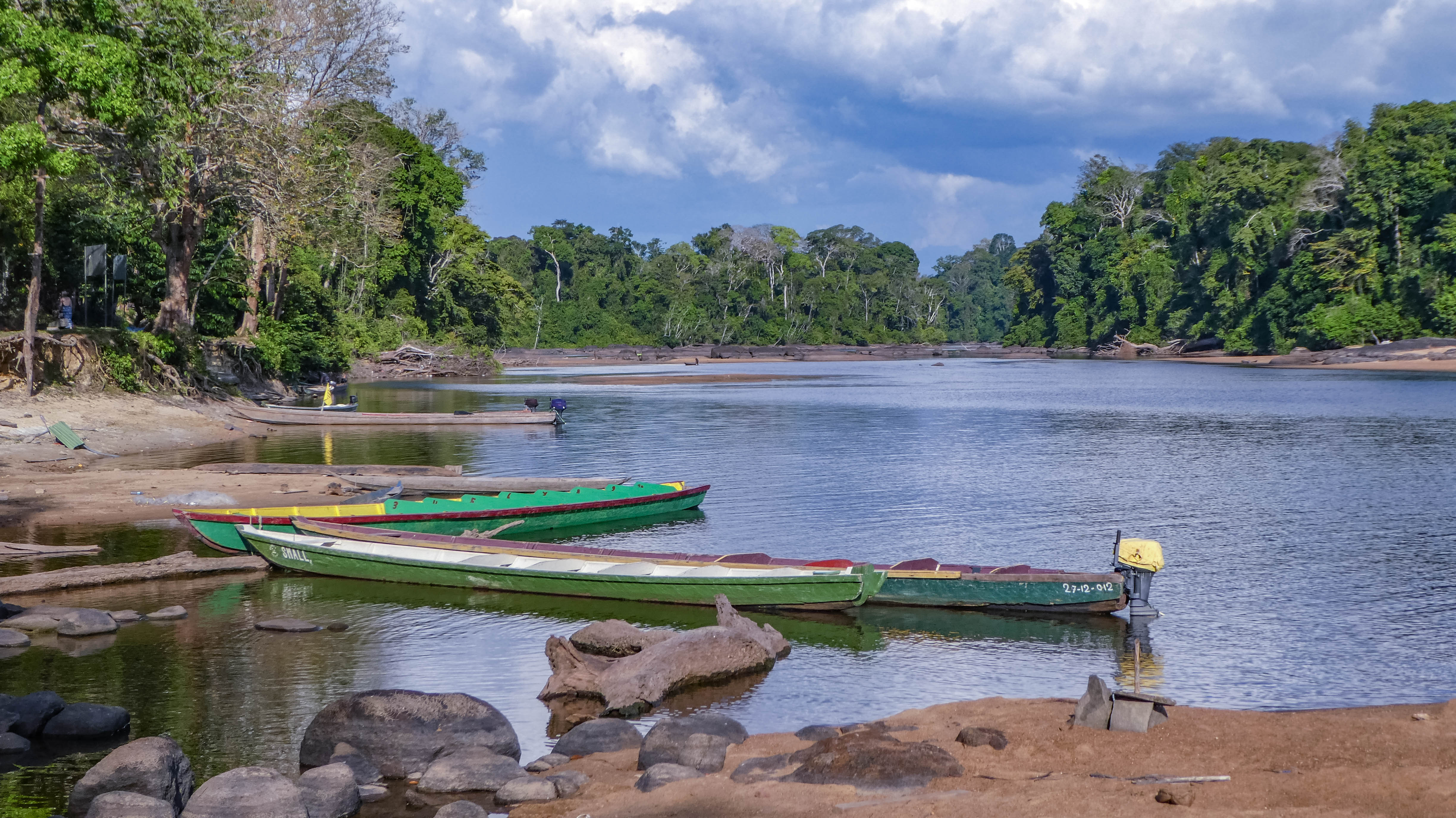
Surinamerivier bij Gunsi
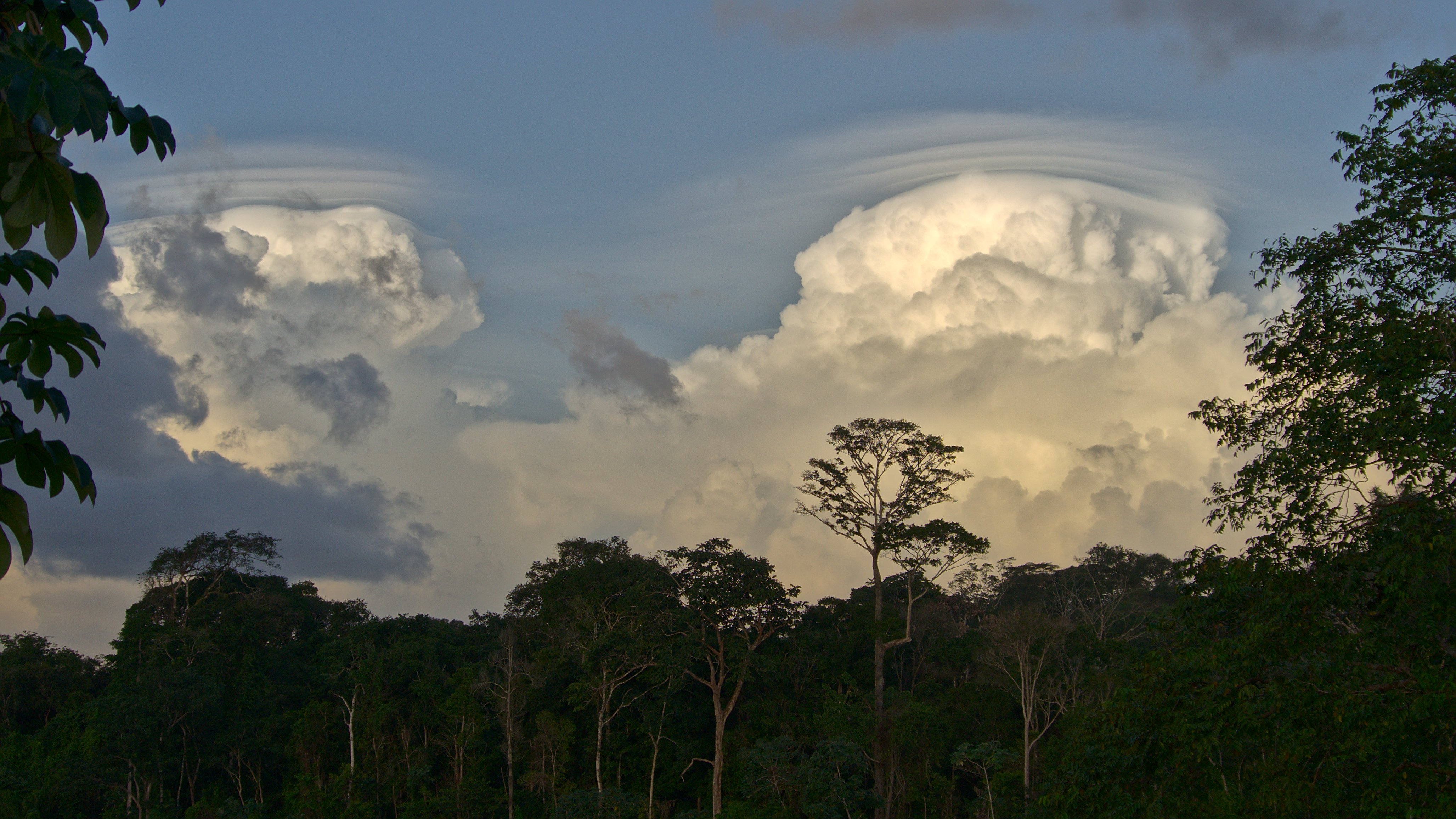
Tropische onweersbui
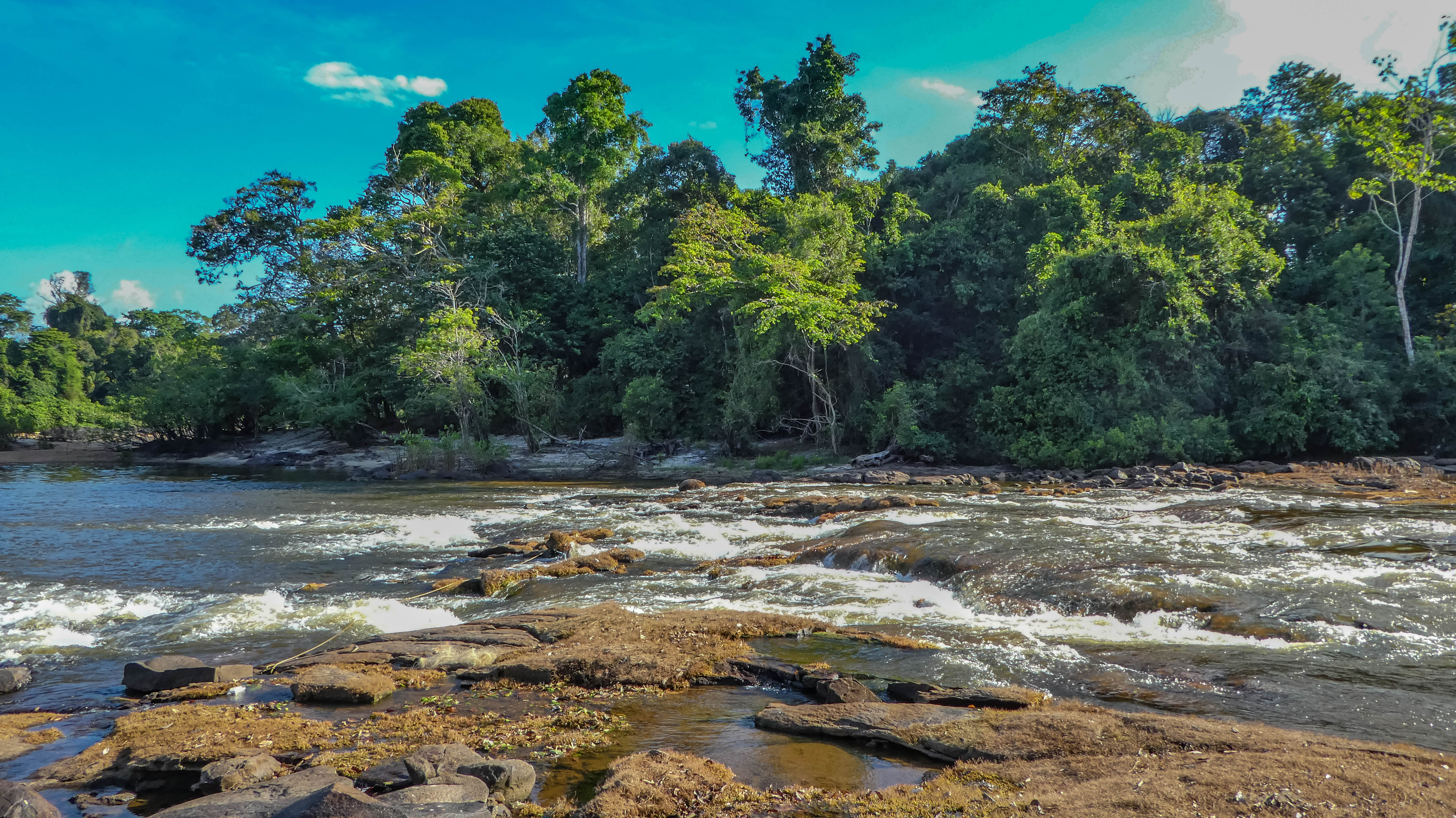
Sula
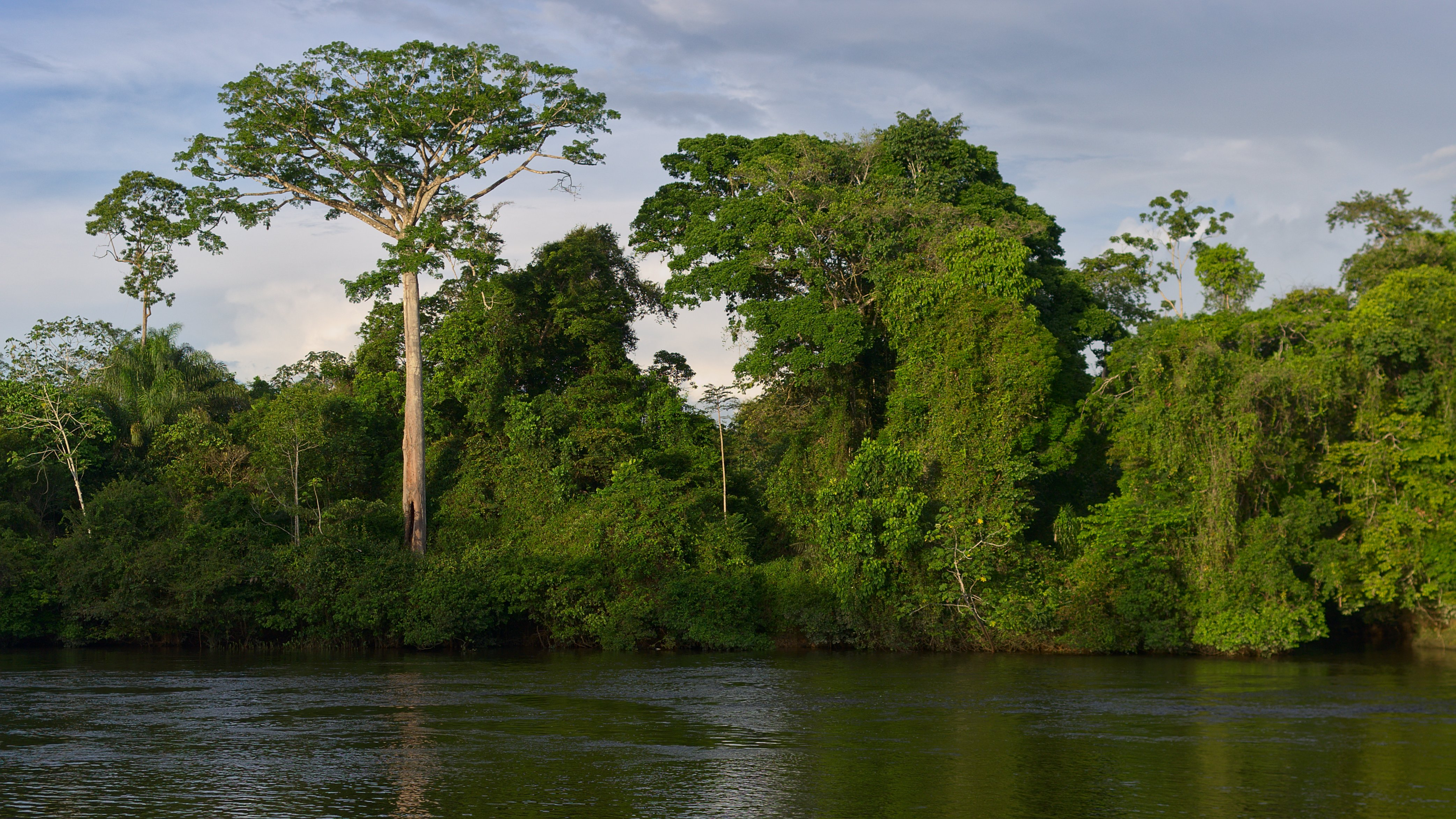
Langs de Surinamerivier
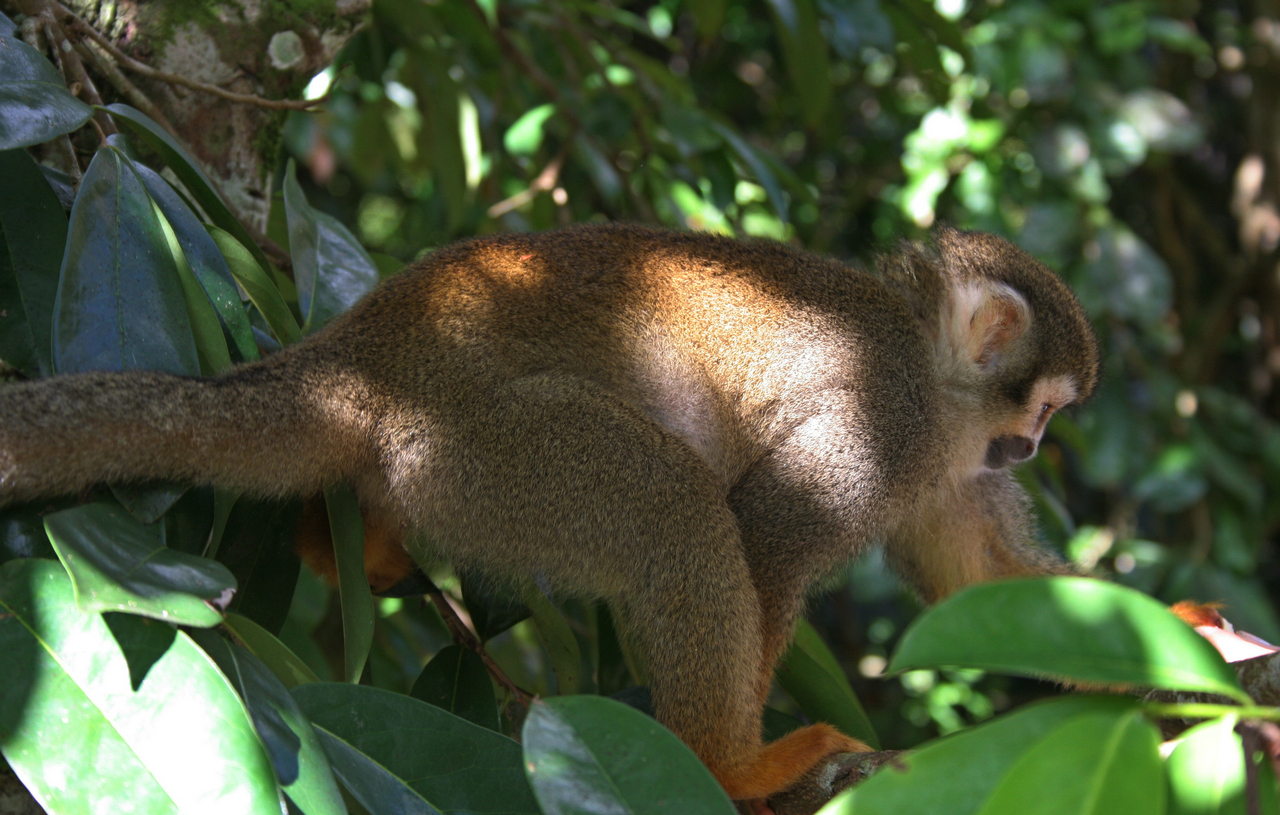
Aap op Fungu Island

Brokopondo · Commewijne · Coronie · Marowijne · Nickerie · Para · Paramaribo · Saramacca · Sipaliwini · Wanica